# Евенки
Еве́нките (наричани до 1931 г. тунгуси) са коренно население на Източен Сибир, Русия. Освен в Сибир, живеят в Монголия (основно в аймак Селенге) и североизточните части на Китай (една от 56-те етнически групи в КНР). Произлизат от Глазковската култура. Говорят евенкски език, който е и най-говореният език от тунгусо-манджурската група езици.

## Заселване
В Русия евенките населяват териториите от Енисей на запад до Охотско море на изток. На юг са се заселили до Амур и Ангара. Чисто административно те населяват следните субекти: Иркутска, Амурска и Сахалинска области, републиките Саха и Бурятия както и Красноярски, Забайкалски и Хабаровски краеве.

## Бит
Традиционно евенките са били скотовъдци и ловци. Те са разчитали на северните си елени за мляко и транспорт, а са ловували друг едър дивеч за месо. В днешно време те са разделени на две големи групи – едните отглеждат северни елени и ловуват, докато другите отглеждат коне и се занимават фермерство. Живели са основно в тайгата, където са строили малки тенти, наречени чум, от брезови клони и еленски кожи. Фактът, че евенките са се научили да яздят опитомените си елени, обяснява как са могли да проникнат на изток в гъстата тайга, която преди не е била достъпна. Използвали са специални евенкски юзди, които са намалявали умората на елена. Въпреки това те не са имали големи стада от елени – повечето евенки не са имали повече от 25 елена. Облеклото на евенките е било съставено от еленови кожи – студоустойчиви, но в същото време улесняващи движението.